# Braueriana
Braueriana là một chi bướm đêm thuộc họ Geometridae.